# Амангільдіно (Учалинський район)
Амангільдіно́ (рос. Амангильдино, башк. Амангилде) — присілок у складі Учалинського району Башкортостану, Росія. Входить до складу Амангільдінської сільської ради.
Населення — 110 осіб (2010; 138 в 2002).
Національний склад:
- башкири — 100%